# Āsh-e anār

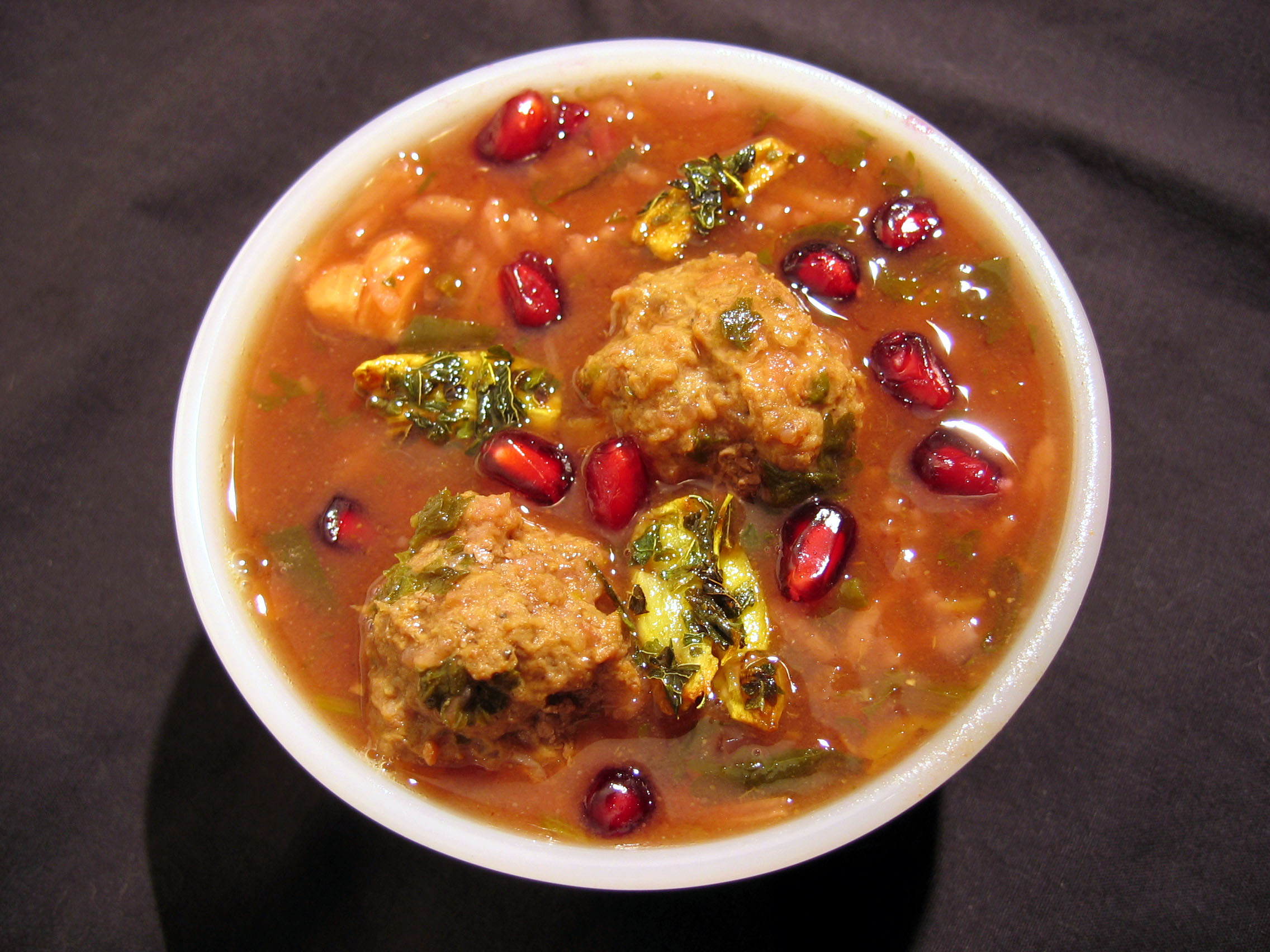
Bord met Āsh-e anār

Āsh-e anār (Perzisch: آش انار; Azerbeidzjaans: انار آشی; Turks: Nar Çorbasi) is een Perzische en Iraakse, en Turkse granaatappelsoep, gemaakt van het sap en de zaden van de granaatappel. Andere belangrijke ingrediënten zijn gele spliterwten, muntblaadjes, gehakt en diverse specerijen.